# Firgas

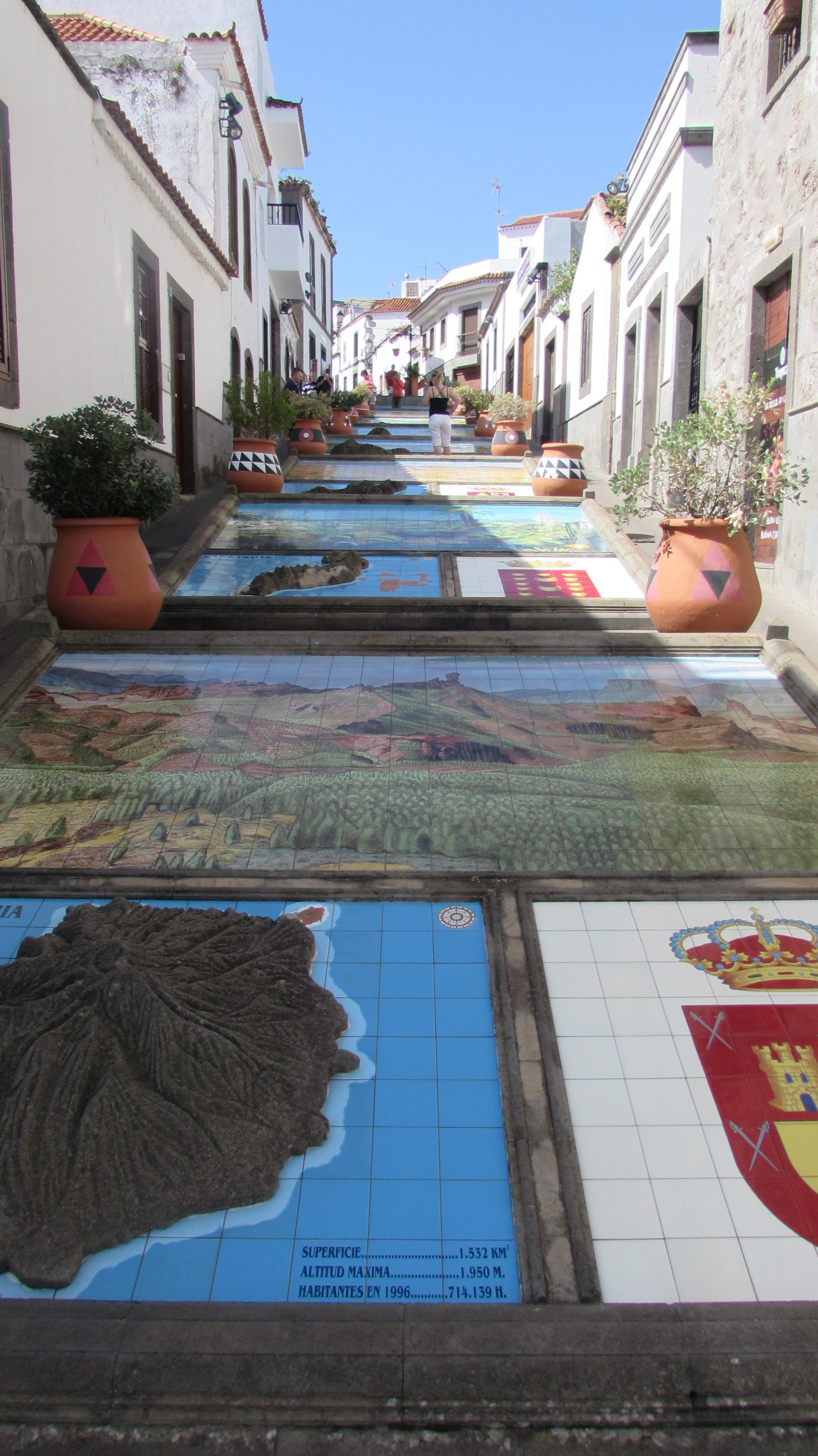
Firgas 2020

Firgas est une commune de la communauté autonome des Îles Canaries en Espagne. Elle est située au centre-nord de l'île de Grande Canarie dans la province de Las Palmas, à l'ouest de Las Palmas de Gran Canaria et au nord nord-est de Puerto Rico, la montagne dominant le sud de l'île.

## Géographie

### Localisation

Localisation de l'île de Grande Canarie dans les Îles Canaries.
Localisation de Firgas dans l'île de Grande Canarie.

| Moya | Moya et Arucas | Arucas |
| Moya | Firgas         | Arucas |
|      | Valleseco      |        |

### Transports
- Route Gáldar - Las Palmas de Gran Canaria

## Démographie
| Année | Population | Densité    |
| ----- | ---------- | ---------- |
| 1991  | 5.735      | 363,66/km² |
| 1996  | 6.526      | 413,82/km² |
| 2001  | 6.865      | 435,32/km² |
| 2002  | 6.927      | 439,25/km² |
| 2003  | 7.023      | 445,34/km² |
| 2004  | 7.060      | 447,68/km² |
| 2008  | 7.424      | 470,76/km² |
| 2009  | 7.524      | 477,11/km² |